# إسحاق هاس
إسحاق هاس (2 أكتوبر 1995 في الولايات المتحدة - ) (بالإنجليزية: Isaac Haas)‏ هو لاعب كرة سلة أمريكي في مركز الوسط. شارك في الألعاب الجامعية الصيفية 2017. ولعب مع يوتا جاز.

## وصلات خارجية
- إسحاق هاس على موقع سبورتس رفرنس (الإنجليزية)
- إسحاق هاس على موقع كرة السلة الأوروبية.كوم (الإنجليزية)
- إسحاق هاس على موقع كلية كرة السلة في سبورتس رفرنس.كوم (الإنجليزية)
- إسحاق هاس على موقع ريلجم (الإنجليزية)
- إسحاق هاس على موقع بروبوليرز (الإنجليزية)
- إسحاق هاس على موقع سبورتس رفرنس (الإنجليزية)
- إسحاق هاس على موقع سبورتس رفرنس (الإنجليزية)